# 神崎ユウキ
神崎 ユウキ（かんざき ゆうき、1995年10月17日 ‐ ）は、日本のプロレスラー、俳優。北海道札幌市出身。TTTプロレスリング所属。

## 経歴

### デビュー前
幼少の頃は剣道に打ち込む。二段。高校も剣道推薦で入学する実力を持っていた。一方で幼稚園の頃からプロレスファンで、徐々にプロレスラーになる夢を膨らませていった。
高校1年生の頃、プロレスラーの夢を諦めきれず通信制クラーク記念国際高等学校に転校し、元UWFインターナショナルの山本喧一が主宰する総合格闘技ジム「パワー・オブ・ドリーム」の一般会員となる。高校卒業前に新日本プロレスの書類選考に二度応募するも、いずれも不合格に終わった。高校卒業後はパワー・オブ・ドリームに内弟子として再入門、総合格闘技イベント「PFC」にも参戦した。

### プロレスデビュー - プロレスリングFTO - 全日本プロレス
2016年6月23日、アジアンプロレス・ことにパトス大会における対アステカ戦でデビュー。10月3日、アステカらの誘いを受け大分県のプロレス団体であるプロレスリングFTOに入団。当時は北海道に住みながら九州の興行に定期参戦していたという。FTOの大会の他、全日本プロレスやWRESTLE-1、プロレスリング華☆激などの大会にも出場して経験を積んだ。
2017年9月1日、全日本プロレスに練習生として入団。入団は秋山準に直談判して実現させたという。11月19日の真駒内屋内競技場大会において再デビュー戦が決まっていたが、練習後に体調不良を訴え急性硬膜下血腫と診断されたためドクターストップとなり中止。同団体からはレフェリーやスタッフとしての慰留もあったが、そのまま退団した。

### 俳優転身 - MAKAI
約1年間の療養期間を経て、地元の小劇団にて俳優に転身。2019年11月、「魔界」に出演。テアトルアカデミーに所属し芸能活動を行う。
2020年12月31日、テアトルアカデミーを退所。2021年1月1日、MAKAIプロジェクト所属を発表。

### プロレスラー復帰 - TTTプロレスリング
2021年11月12日、プロレスリング華☆激の大会にて、約4年ぶりにプロレスラーとして復帰する。2022年9月、ガンバレ☆プロレスに初参戦、東京での試合は初となる。
2023年1月、華☆激福岡大会にて博多ライトヘビー級に挑戦。自身初のシングルタイトル挑戦となったがタイトル奪取とはならなかった。9月、MAKAI PROJECT所属契約満了。10月1日、TTTプロレスリング所属を発表。後輩である橋之介とコンビ【神橋】を結成、TTT認定インディー統一タッグ王座やレッスルブレインジュニアヘビー級王座を獲得する。

## 得意技
電光石火（自ら走って飛びつくスモールパッケージホールド)
フロッグ・スプラッシュ
フィッシャーマンズ・バスター
ダイビング・クロス・ボディ

## 入場曲
- 春畑道哉「Sparkling Heaven」

## タイトル歴
- TTT認定インディー統一タッグ王座
  - 第5代（パートナーは瀧澤晃頼）
  - 第11代（パートナーは橋之介）
- レッスルブレインジュニアヘビー級王座（第13代）

## メディア出演

### 舞台
- 劇団ラフスパイス 9th act 「トラワレ」（2019年6月28日 - 6月30日） - ダイチ 役

### ファイティングミュージカル
- 第65回魔界〜悲嘆 Grief〜（2019年11月15日） - 謎の少年 役
- 魔界伝奇〜真田疾風録〜（2019年11月25日） - 柳生宗春 役
- 第66回魔界〜闇 Darkness〜（2019年12月20日） - 月夜叉丸 役
- 第68回魔界〜天国への階段 Stairway to heaven〜（2020年3月27日） - 月夜叉丸 役